# Leichtathletik-Weltmeisterschaften 2022/100 m Hürden der Frauen

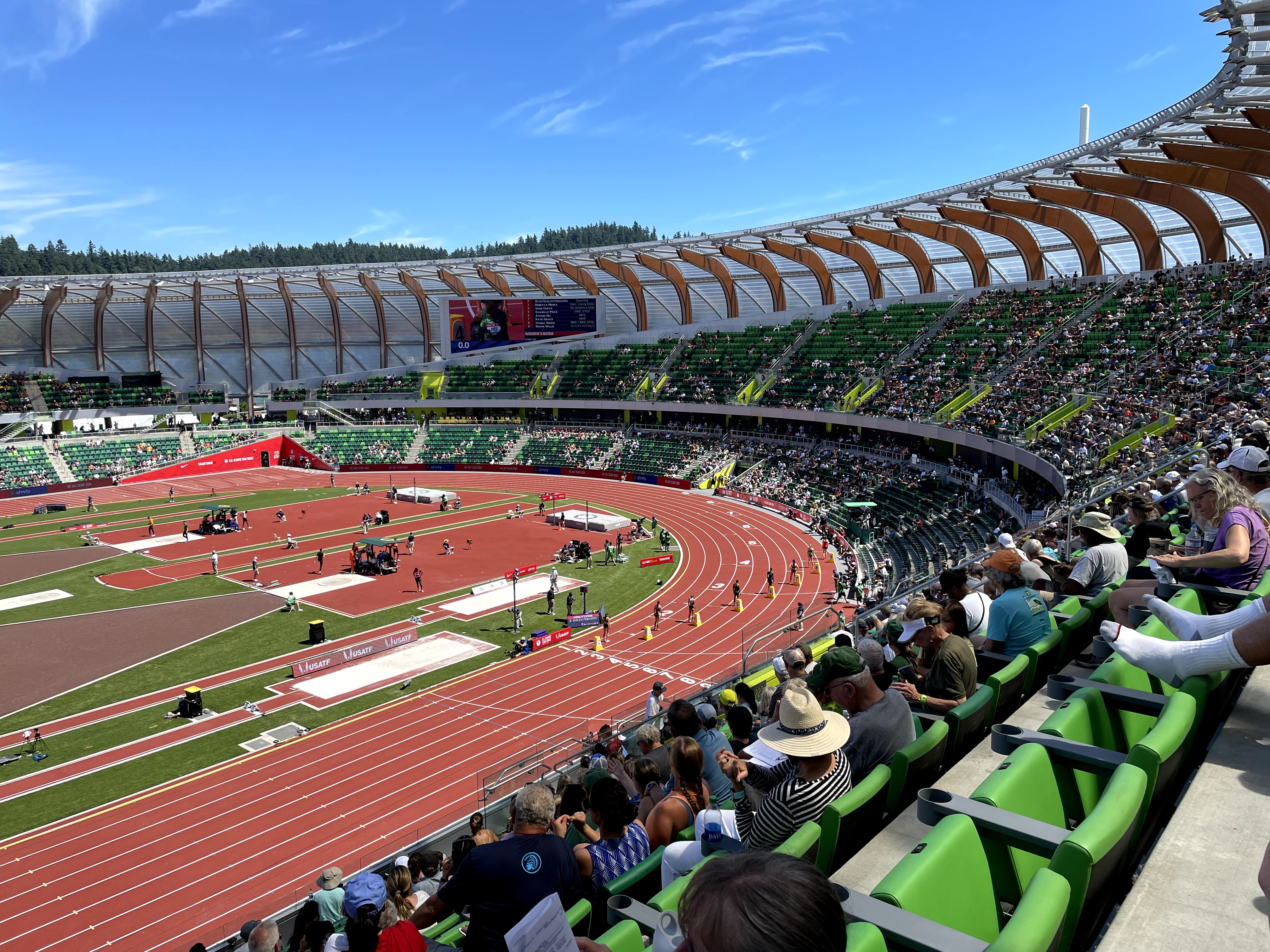
Das Stadion New Hayward Field im Jahr 2021

Der 100-Meter-Hürdenlauf der Frauen bei den Leichtathletik-Weltmeisterschaften 2022 wurde am 23. und 24. Juli 2022 im Hayward Field der Stadt Eugene in den Vereinigten Staaten ausgetragen.
Weltmeisterin wurde die Nigerianerin Tobi Amusan. Sie gewann vor der Jamaikanerin Britany Anderson. Bronze ging an Jasmine Camacho-Quinn aus Puerto Rico.

## Rekorde

### Bestehende Rekorde
| Weltrekord               | 12,20 s | Kendra Harrison | London Grand Prix Großbritannien | 22. Juli 2016     |
| Weltmeisterschaftsrekord | 12,28 s | Sally Pearson   | WM Daegu, Südkorea               | 3. September 2011 |

### Rekordverbesserungen
Die Qualität in diesem Wettbewerb war sehr hoch. Der bestehende WM-Rekord wurde verbessert. Darüber hinaus gab es einen Weltrekord, einen Kontinentalrekord und vier Landesrekorde. Im Finale war die Zeit der Siegerin noch schneller als bei ihrem Weltrekord im Halbfinale, doch der Rückenwind war zu stark, sodass die dort erzielten Zeiten nicht bestenlistenreif waren.
- Meisterschaftsrekord:
  - 12,12 s – Tobi Amusan (Nigeria), erstes Halbfinale am 24. Juli bei einem Rückenwind von 0,9 m/s
- Weltrekord:
  - 12,12 s – Tobi Amusan (Nigeria), erstes Halbfinale am 24. Juli bei einem Rückenwind von 0,9 m/s
- Kontinentalrekord:
  - 12,40 s (Afrikarekord) – Tobi Amusan (Nigeria), dritter Vorlauf am 23. Juli bei einem Rückenwind von 1,5 m/s
- Landesrekorde:
  - 12,50 s – Cindy Sember (Großbritannien), erstes Halbfinale am 24. Juli bei einem Rückenwind von 0,9 m/s
  - 12,82 s – Mako Fukube (Japan), erstes Halbfinale am 24. Juli bei einem Rückenwind von 0,9 m/s
  - 12,46 s – Devynne Charlton (Bahamas), zweites Halbfinale am 24. Juli bei einem Gegenwind von 0,1 m/s
  - 12,31 s – Britany Anderson (Jamaika), drittes Halbfinale am 24. Juli bei einem Rückenwind von 0,3 m/s

## Vorrunde
23. Juli 2022
Für die Vorrunde waren sechs Läufe vorgesehen, in denen sich die ersten drei Wettbewerberinnen pro Lauf – hellblau unterlegt – sowie die darüber hinaus sechs zeitschnellsten Teilnehmerinnen – hellgrün unterlegt – für das Halbfinale qualifizieren würden.
Im ersten Vorlauf kam es zu einer Behinderung der Belgierin Anne Zagré durch eine von der US-Amerikanerin Nia Ali umgestoßenen Hürde. Ali wurde disqualifiziert und Zagré durfte einen zusätzlichen Vorlauf absolvieren, über den sie sich durch Erreichen einer Mindestzeit für das Semifinale hätte qualifizieren können. Diese Mindestzeit hätte die Belgierin unter die besten 24 Läuferinnen aus der Vorrunde bringen müssen, was ihr jedoch nicht gelang, sodass sie ausschied.
Die Entscheidung über die sechs zeitschnellsten Teilnehmerinnen fiel im Tausendstelsekundenbereich. Vier der Läuferinnen, die sich nicht direkt über einen der ersten drei Plätze für das Semifinale qualifiziert hatten, erreichten Zeiten zwischen 12,96 und 13,03 s. Sie waren über ihre Zeit in der nächsten Runde startberechtigt. Vier weitere Athletinnen erreichten 13,12 s. Die schnellsten beiden von ihnen – Masumi Aoki aus Japan (Vorlauf sechs: 13,112 s) und Ditaji Kambundji aus der Schweiz (Vorlauf drei: 13,113 s) kamen ins Halbfinale. Die anderen beiden Yoveinny Mota aus Venezuela (Vorlauf sechs: 13,114 s) und Ebony Morrison aus Liberia (Vorlauf drei: 13,119 s) schieden aus.

### Vorlauf 1

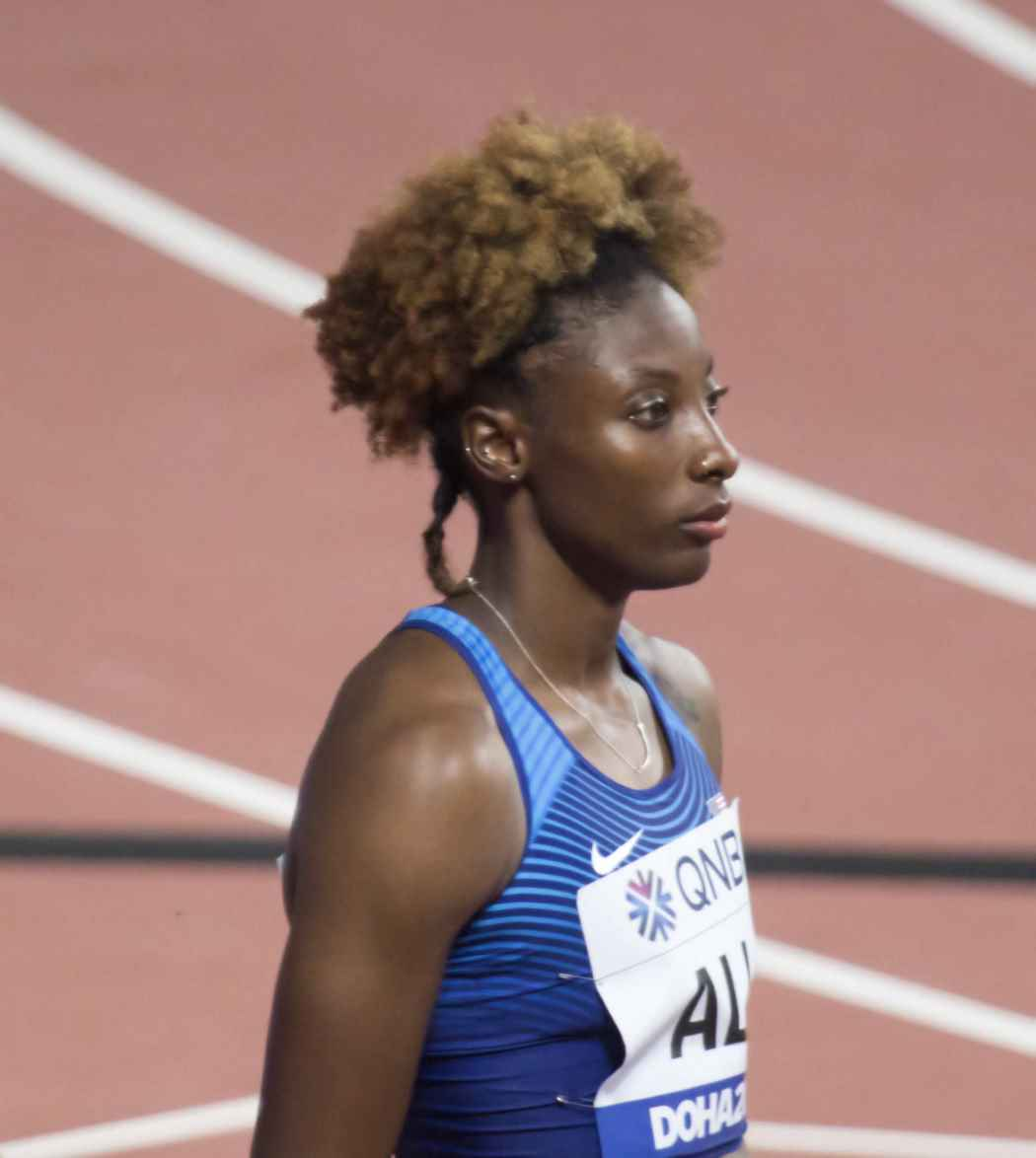
Nia Ali wurde im ersten Vorlauf wegen regelwidrigen Umstoßens einer Hürde disqualifiziert

23. Juli 2022, 11:20 Uhr Ortszeit (20:20 Uhr MESZ)

Wind: −0,3 m/s
| Platz | Name               | Nation   | Zeit (s)                                         |
| ----- | ------------------ | -------- | ------------------------------------------------ |
| 1     | Britany Anderson   | Jamaika  | 12,59                                            |
| 2     | Michelle Harrison  | Kanada   | 12,95                                            |
| 3     | Mette Graversgaard | Dänemark | 13,04                                            |
| 4     | Greisys Roble      | Kuba     | 13,24                                            |
| 5     | Anne Zagré         | Belgien  | 13,25                                            |
| 6     | Naomi Akakpo       | Togo     | 13,64                                            |
| DSQ   | Nia Ali            | USA      | IWR 168, TR22.6.3 – Regelwidriges Hürdenumstoßen |

### Vorlauf 2

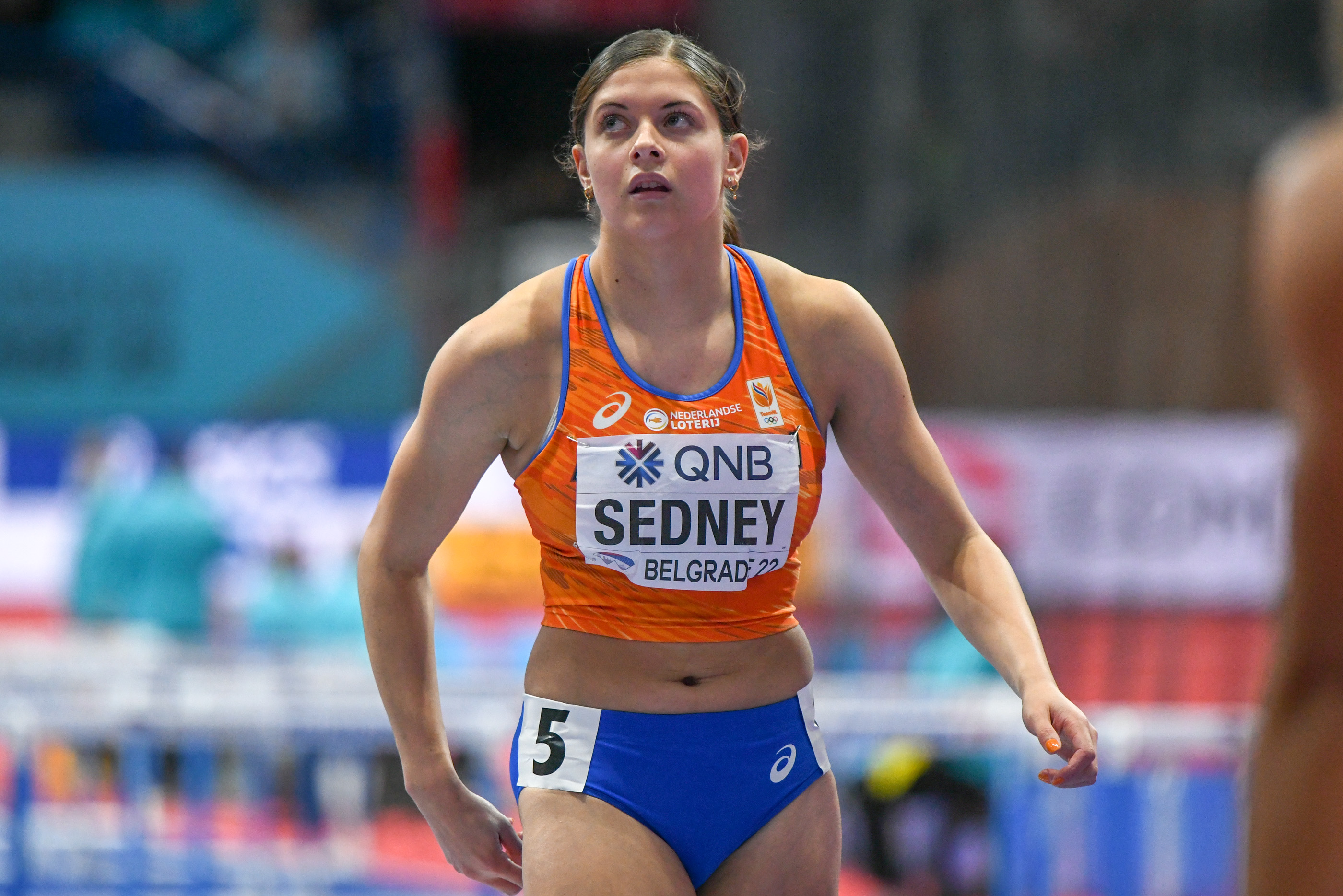
Zoë Sedney – ausgeschieden als Sechste des zweiten Vorlaufs

23. Juli 2022, 11:27 Uhr Ortszeit (20:27 Uhr MESZ)

Wind: −0,4 m/s
| Platz | Name                  | Nation      | Zeit (s) |
| ----- | --------------------- | ----------- | -------- |
| 1     | Jasmine Camacho-Quinn | Puerto Rico | 12,52    |
| 2     | Devynne Charlton      | Bahamas     | 12,69    |
| 3     | Noemi Zbären          | Schweiz     | 13,00    |
| 4     | Cyréna Samba-Mayela   | Frankreich  | 13,15    |
| 5     | Klaudia Siciarz       | Polen       | 13,27    |
| 6     | Zoë Sedney            | Niederlande | 13,38    |
| 7     | Ketiley Batista       | Brasilien   | 14,22    |

### Vorlauf 3
23. Juli 2022, 11:34 Uhr Ortszeit (20:34 Uhr MESZ)

Wind: +1,5 m/s
| Platz | Name                 | Nation     | Zeit (s) | Tausendstel- sekunden |
| ----- | -------------------- | ---------- | -------- | --------------------- |
| 1     | Tobi Amusan          | Nigeria    | 12,40 AF |                       |
| 2     | Danielle Williams    | Jamaika    | 12,87000 |                       |
| 3     | Sarah Lavin          | Irland     | 12,99000 |                       |
| 4     | Celeste Mucci        | Australien | 13,01000 |                       |
| 5     | Ditaji Kambundji     | Schweiz    | 13,12000 | 13,113                |
| 6     | Ebony Morrison       | Liberia    | 13,12000 | 13,119                |
| 7     | Sidonie Fiadanantsoa | Madagaskar | 13,57000 |                       |

### Vorlauf 4

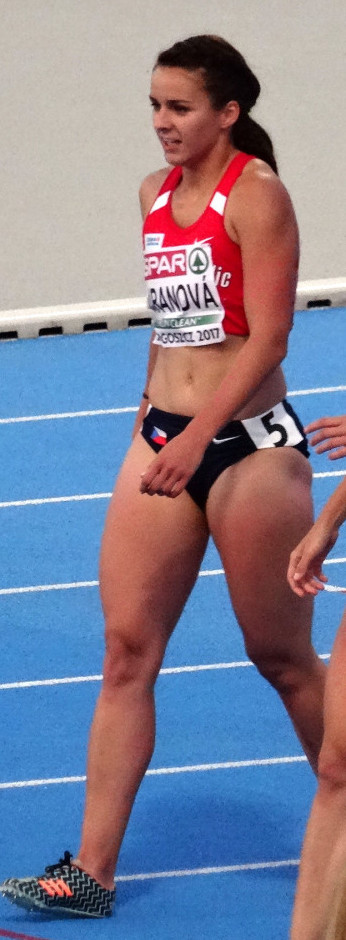
Helena Jiranová – ausgeschieden als Fünfte des vierten Vorlaufs

23. Juli 2022, 11:41 Uhr Ortszeit (20:41 Uhr MESZ)

Wind: +0,7 m/s
| Platz | Name             | Nation      | Zeit (s)                                       | Tausendstel- sekunden                          |
| ----- | ---------------- | ----------- | ---------------------------------------------- | ---------------------------------------------- |
| 1     | Pia Skrzyszowska | Polen       | 12,70                                          |                                                |
| 2     | Nadine Visser    | Niederlande | 12,76                                          |                                                |
| 3     | Andrea Vargas    | Costa Rica  | 13,12                                          | 13,120                                         |
| 4     | Paola Vázquez    | Puerto Rico | 13,13                                          |                                                |
| 5     | Helena Jiranová  | Tschechien  | 13,37                                          |                                                |
| DSQ   | Liz Clay         | Australien  | IWR 168, TR22.6.2 Regelwidriges Hürdenumstoßen | IWR 168, TR22.6.2 Regelwidriges Hürdenumstoßen |
| DSQ   | Alaysha Johnson  | USA         | IWR 168, TR22.6.2 Regelwidriges Hürdenumstoßen | IWR 168, TR22.6.2 Regelwidriges Hürdenumstoßen |

### Vorlauf 5
23. Juli 2022, 11:48 Uhr Ortszeit (20:48 Uhr MESZ)

Wind: +0,5 m/s
| Platz | Name           | Nation     | Zeit (s) |
| ----- | -------------- | ---------- | -------- |
| 1     | Alia Armstrong | USA        | 12,48    |
| 2     | Megan Tapper   | Jamaika    | 12,73    |
| 3     | Marione Fourie | Südafrika  | 12,94    |
| 4     | Mako Fukube    | Japan      | 12,96    |
| 5     | Laëticia Bapté | Frankreich | 13,03    |
| DNF   | Mulern Jean    | Haiti      |          |

### Vorlauf 6

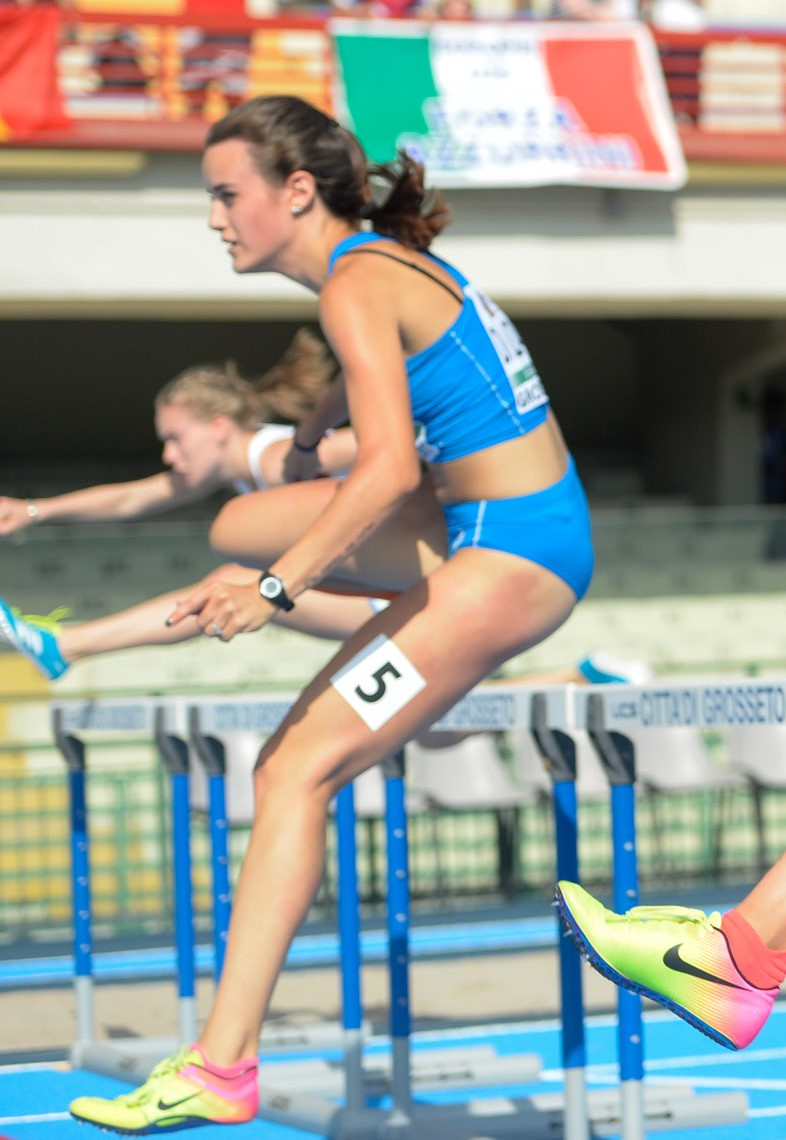
Elisa Di Lazzaro – ausgeschieden als Siebte des sechsten Vorlaufs
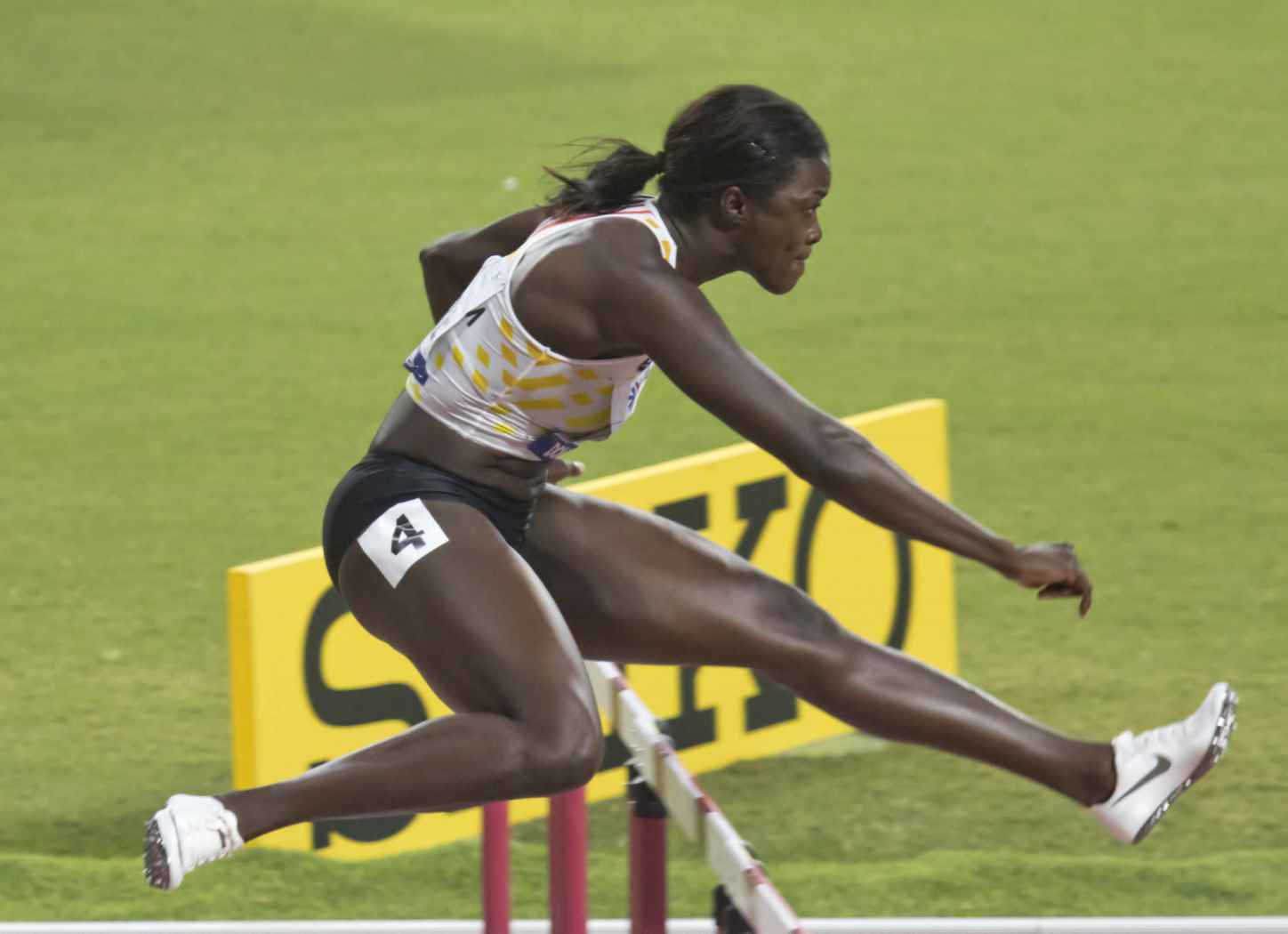
Anne Zagré schied aus, nachdem sie in einem wegen einer Behinderung zusätzlich zugestandenen Vorlauf die erforderliche Mindestzeit nicht erreicht hatte

23. Juli 2022, 11:55 Uhr Ortszeit (20:55 Uhr MESZ)

Wind: −0,4 m/s
| Platz | Name             | Nation         | Zeit (s) | Tausendstel- sekunden |
| ----- | ---------------- | -------------- | -------- | --------------------- |
| 1     | Kendra Harrison  | USA            | 12,60    |                       |
| 2     | Cindy Sember     | Großbritannien | 12,67    |                       |
| 3     | Michelle Jenneke | Australien     | 12,84    |                       |
| 4     | Reetta Hurske    | Finnland       | 13,09    |                       |
| 5     | Masumi Aoki      | Japan          | 13,12    | 13,112                |
| 6     | Yoveinny Mota    | Venezuela      | 13,12    | 13,114                |
| 7     | Elisa Di Lazzaro | Italien        | 13,16    |                       |

### Zusätzlicher Vorlauf 7
23. Juli 2022, 16:55 Uhr Ortszeit (24. Juli 2022, 1:55 Uhr MESZ)

Wind: −0,1 m/s
| Platz | Name       | Nation  | Zeit (s) |
| ----- | ---------- | ------- | -------- |
| 1     | Anne Zagré | Belgien | 14,09    |

## Halbfinale
24. Juli 2022
Aus den beiden Halbfinalläufen qualifizierten sich die jeweils ersten beiden Athletinnen – hellblau unterlegt – sowie die darüber hinaus zwei zeitschnellsten Läuferinnen – hellgrün unterlegt – für das Finale.

### Halbfinallauf 1

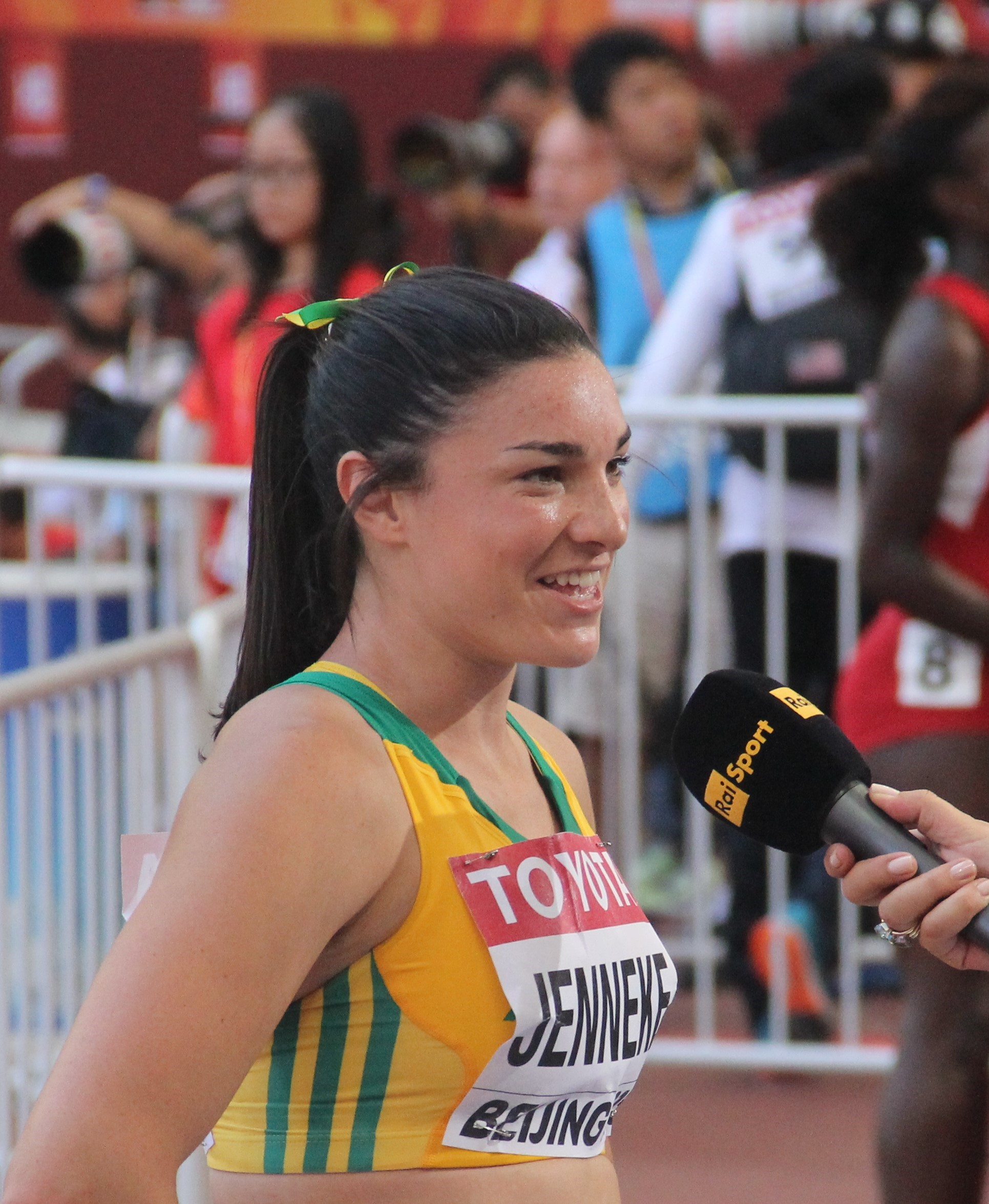
Michelle Jenneke – ausgeschieden als Fünfte des ersten Halbfinals
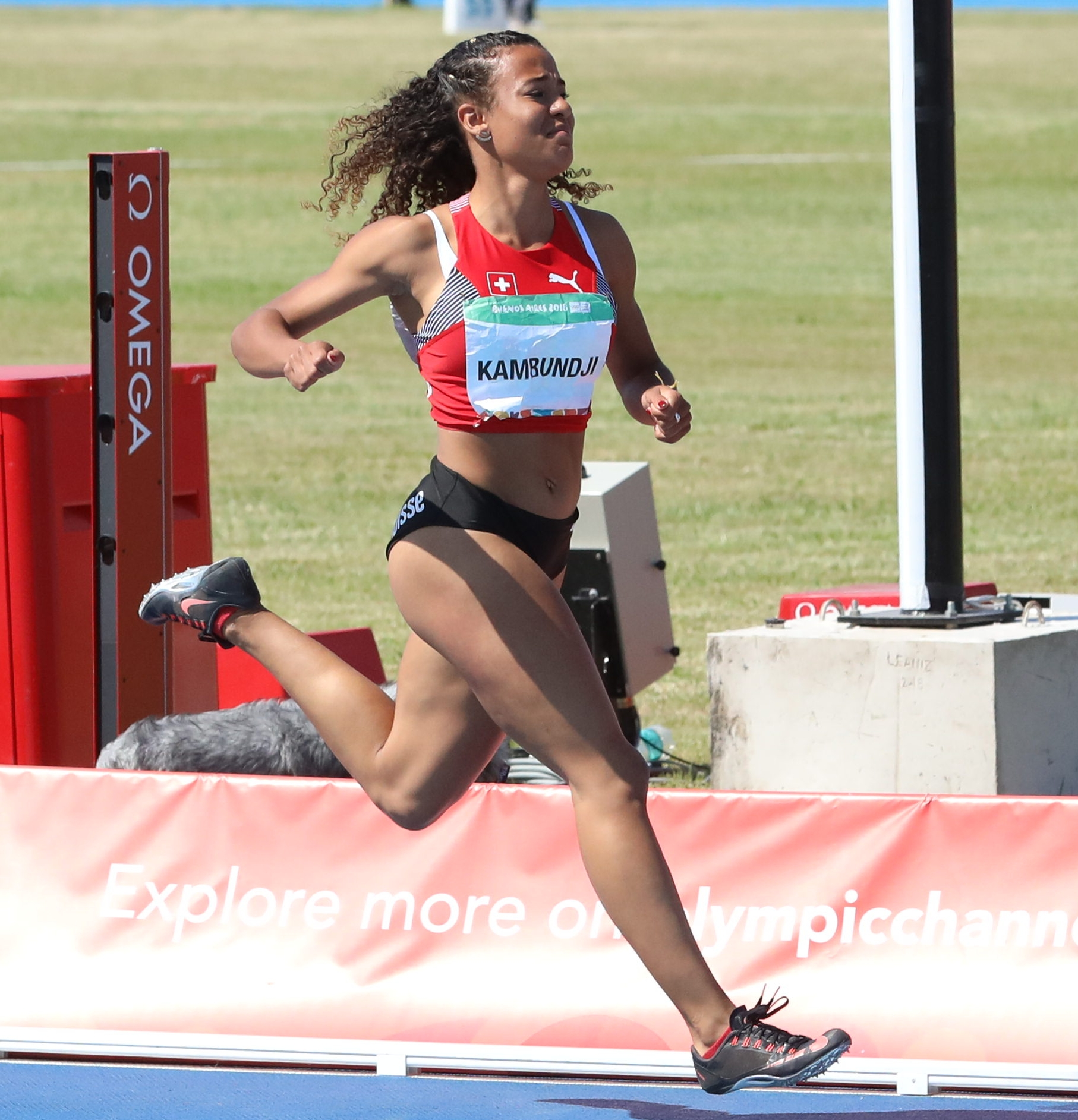
Ditaji Kambundji – ausgeschieden als Sechste des ersten Halbfinals

24. Juli 2022, 17:10 Uhr Ortszeit (25. Juli 2022, 2:10 Uhr MESZ)

Wind: +0,9 m/s
| Platz | Name              | Nation         | Zeit (s) | Tausendstel- sekunden |
| ----- | ----------------- | -------------- | -------- | --------------------- |
| 1     | Tobi Amusan       | Nigeria        | 12,12 WR |                       |
| 2     | Kendra Harrison   | USA            | 12,27    |                       |
| 3     | Danielle Williams | Jamaika        | 12,41    |                       |
| 4     | Cindy Sember      | Großbritannien | 12,50 NR |                       |
| 5     | Michelle Jenneke  | Australien     | 12,66    | 12,656                |
| 6     | Ditaji Kambundji  | Schweiz        | 12,70    |                       |
| 7     | Andrea Vargas     | Costa Rica     | 12,82    | 12,812                |
| 8     | Mako Fukube       | Japan          | 12,82 NR | 12,820                |

### Halbfinallauf 2

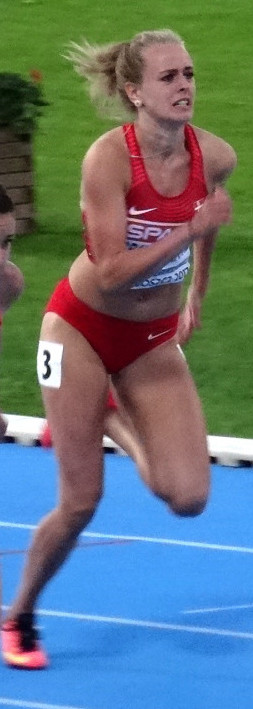
Mette Graversgaard – ausgeschieden als Siebte des zweiten Halbfinals

24. Juli 2022, 17:18 Uhr Ortszeit (25. Juli 2022, 2:18 Uhr MESZ)

Wind: −0,1 m/s
| Platz | Name               | Nation     | Zeit (s)                                         |
| ----- | ------------------ | ---------- | ------------------------------------------------ |
| 1     | Alia Armstrong     | USA        | 12,43000                                         |
| 2     | Devynne Charlton   | Bahamas    | 12,46 NR                                         |
| 3     | Megan Tapper       | Jamaika    | 12,52000                                         |
| 4     | Pia Skrzyszowska   | Polen      | 12,62000                                         |
| 5     | Marione Fourie     | Südafrika  | 12,93000                                         |
| 6     | Masumi Aoki        | Japan      | 13,04000                                         |
| 7     | Mette Graversgaard | Dänemark   | 13,05000                                         |
| DSQ   | Celeste Mucci      | Australien | IWR 168, TR22.6.2 – Regelwidriges Hürdenumstoßen |

### Halbfinallauf 3

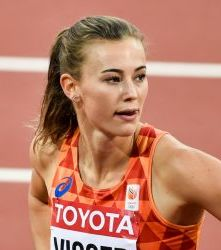
Nadine Visser – ausgeschieden als Dritte des dritten Halbfinals
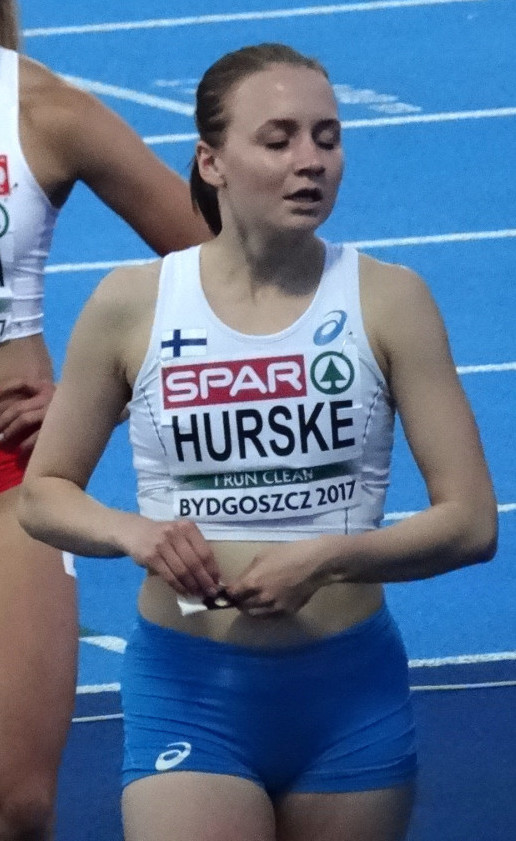
Reetta Hurske – ausgeschieden als Achte des dritten Halbfinals

24. Juli 2022, 17:18 Uhr Ortszeit (25. Juli 2022, 2:18 Uhr MESZ)

Wind: +0,3 m/s
| Platz | Name                  | Nation      | Zeit (s) |
| ----- | --------------------- | ----------- | -------- |
| 1     | Britany Anderson      | Jamaika     | 12,31 NR |
| 2     | Jasmine Camacho-Quinn | Puerto Rico | 12,32    |
| 3     | Nadine Visser         | Niederlande | 12,66    |
| 4     | Michelle Harrison     | Kanada      | 12,74    |
| 5     | Sarah Lavin           | Irland      | 12,87    |
| 6     | Laëticia Bapté        | Frankreich  | 12,93    |
| 7     | Noemi Zbären          | Schweiz     | 12,94    |
| 8     | Reetta Hurske         | Finnland    | 13,15    |

## Finale
21. Juli 2022, 12:30 Uhr Ortszeit (21:30 Uhr MESZ)

Wind: +2,5 m/s

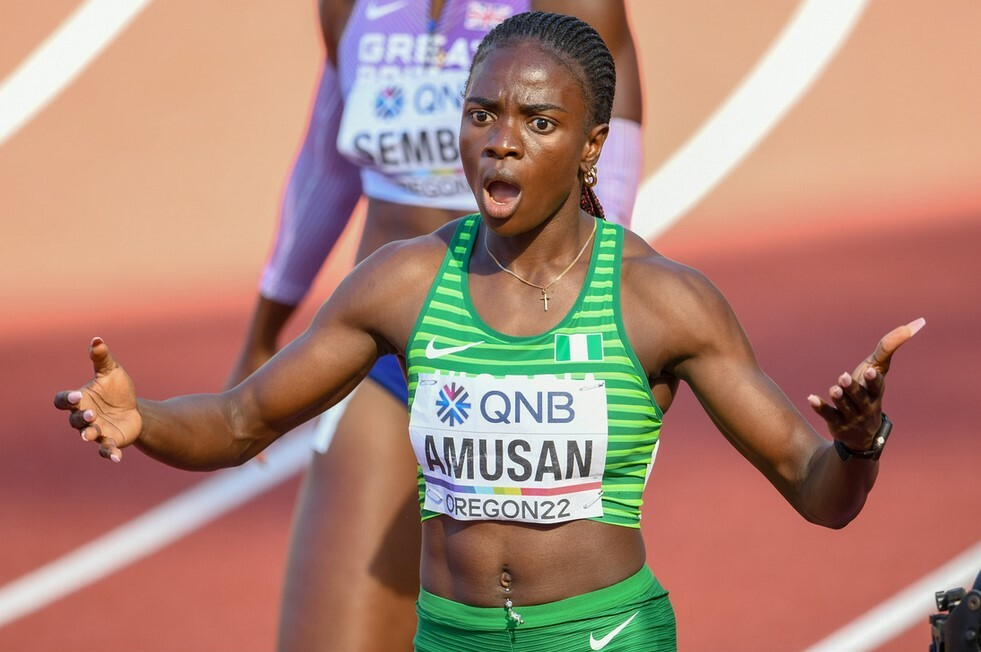
Weltmeisterin wurde Tobi Amusan
nach Weltrekord im Halbfinale

Die Rückenwindunterstützung lag über dem erlaubten Wert von 2,0 m/s, sodass die in diesem Finale erzielten Zeiten nicht bestenlistenreif waren.
| Platz | Name                  | Nation         | Zeit (s)                                         | Tausendstel- sekunden                            |
| ----- | --------------------- | -------------- | ------------------------------------------------ | ------------------------------------------------ |
| 1     | Tobi Amusan           | Nigeria        | 12,06                                            |                                                  |
| 2     | Britany Anderson      | Jamaika        | 12,23                                            | 13,224                                           |
| 3     | Jasmine Camacho-Quinn | Puerto Rico    | 12,23                                            | 13,229                                           |
| 4     | Alia Armstrong        | USA            | 12,31                                            |                                                  |
| 5     | Cindy Sember          | Großbritannien | 12,38                                            |                                                  |
| 6     | Danielle Williams     | Jamaika        | 12,44                                            |                                                  |
| 7     | Devynne Charlton      | Bahamas        | 12,53                                            |                                                  |
| DSQ   | Kendra Harrison       | USA            | IWR 168, TR22.6.2 – Regelwidriges Hürdenumstoßen | IWR 168, TR22.6.2 – Regelwidriges Hürdenumstoßen |

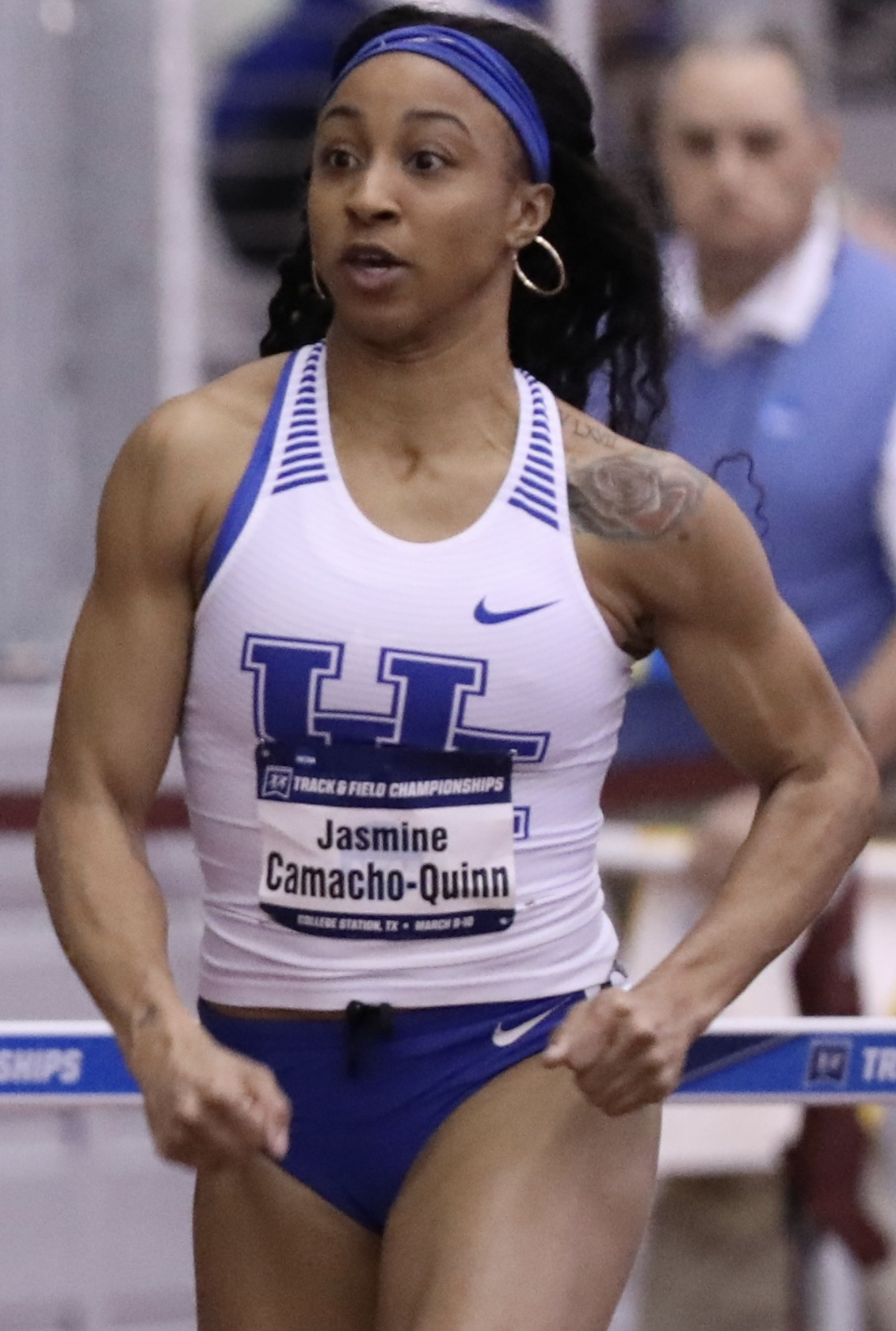
Bronzemedaillengewinnerin Jasmine Camacho-Quinn
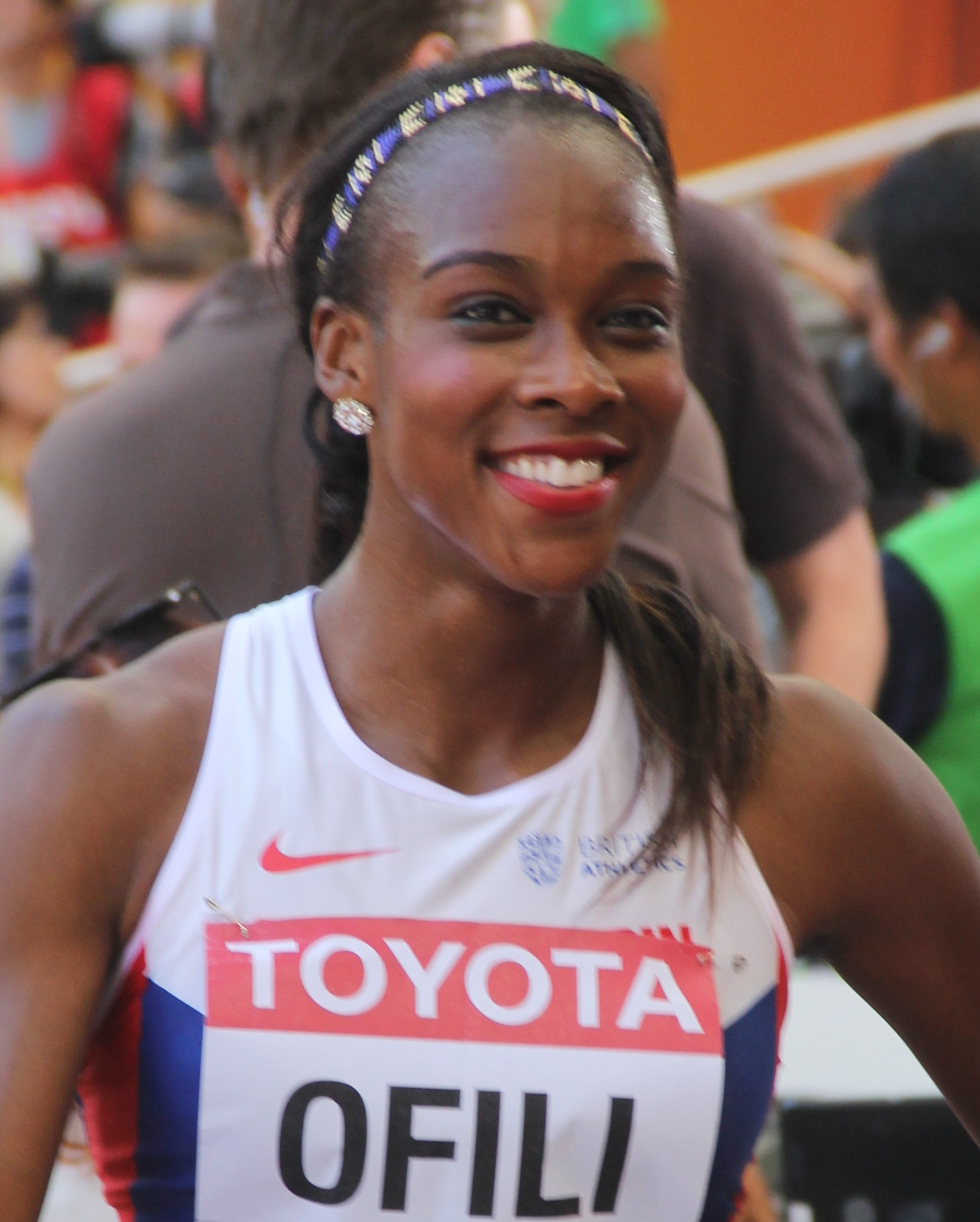
Cindy Sember erzielte im Halbfinale einen britischen Landesrekord und kam im Finale auf Platz fünf
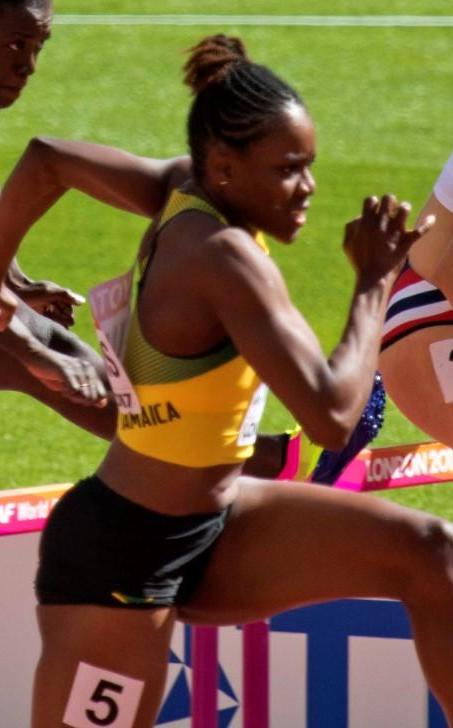
Rang sechs für Danielle Williams
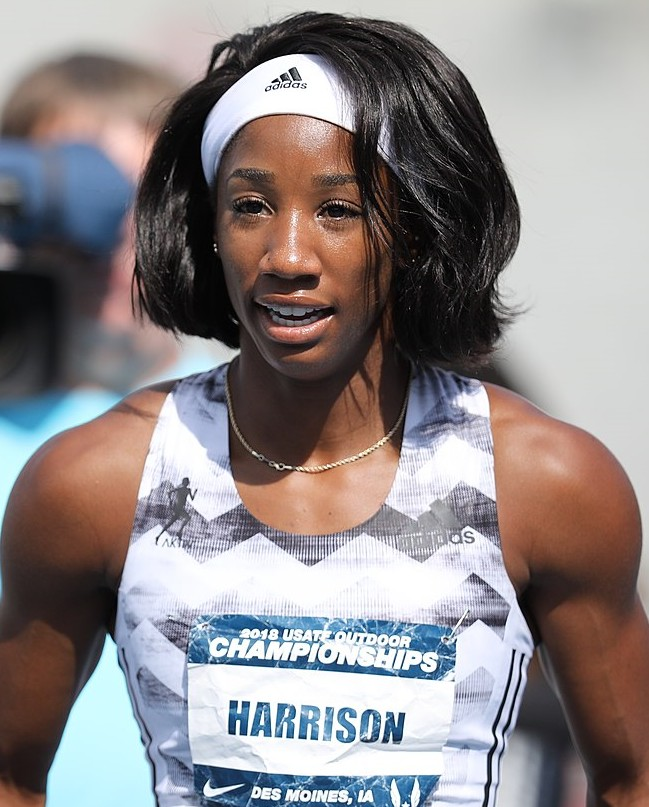
Kendra Harrison, bei den Weltmeisterschaften 2019 und den Olympischen Spielen 2021 jeweils Zweite, wurde wegen regelwidrigen Umstoßens einer Hürde disqualifiziert

## Video
- Tobi Amusan Smashes 100m Hurdles World Record - Nigerian World Athletics Champion, youtube.com, abgerufen am 21. August 2022